# Solanum juncalense
Solanum juncalense là loài thực vật có hoa trong họ Cà. Loài này được Reiche miêu tả khoa học đầu tiên năm 1910.